# Lista de presidentes do Fluminense Football Club
Abaixo está uma lista com todos os presidentes da História do Fluminense Football Club. O atual presidente, Mário Bittencourt, é o 39º presidente do clube, número de eleições que inclui retornos (mandatos não-consecutivos), ou o 35º, considerando apenas o número de pessoas eleitas.

## Lista de presidentes

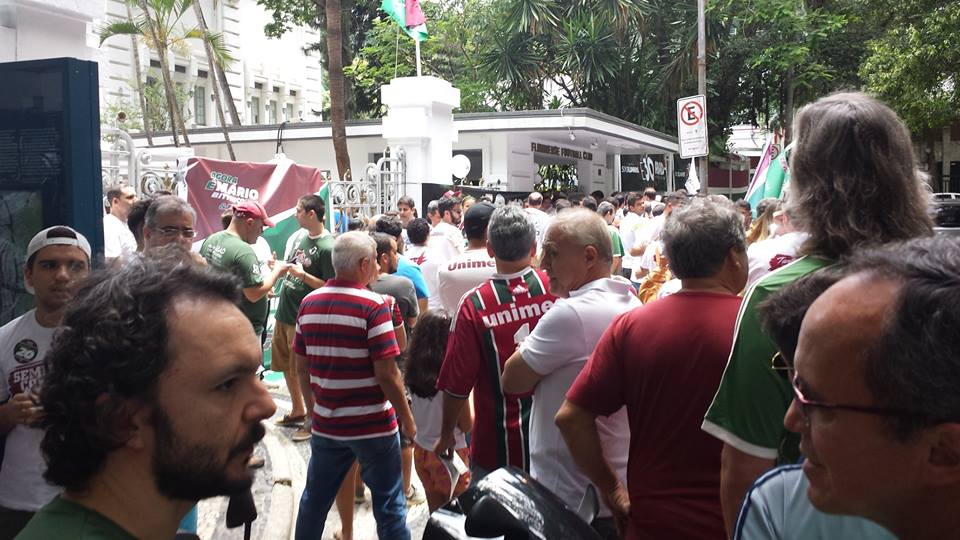
Fila para eleição do presidente do Fluminense em 2016.

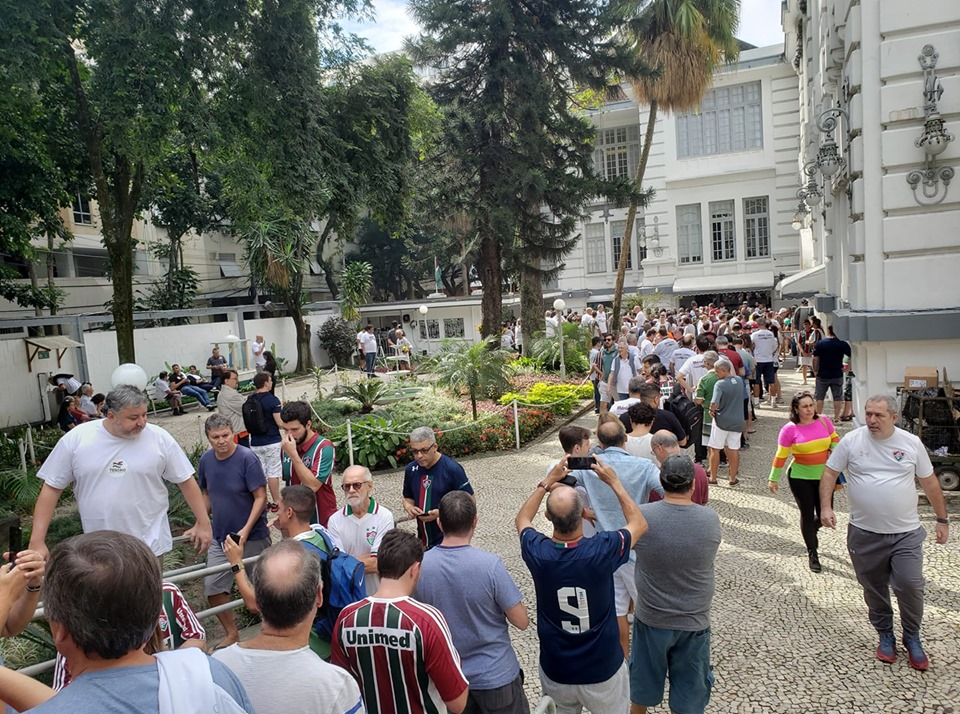
Fila para eleição do presidente do Fluminense em 2019.

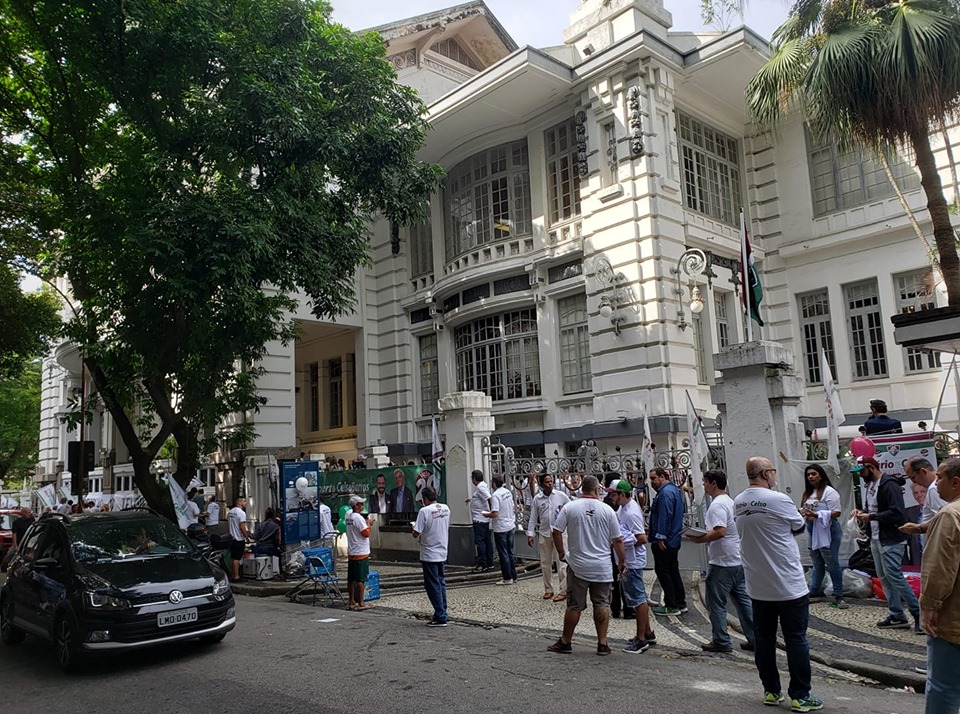
Movimentação de cabos eleitorais em 2019.

| Início do mandato       | Término do mandato      | Presidente                                   |
| 21 de julho de 1902     | 15 de dezembro de 1903  | Oscar Alfredo Sebastião Cox                  |
| 15 de dezembro de 1903  | 13 de dezembro de 1908  | Francis Henry Walter                         |
| 13 de dezembro de 1908  | 19 de dezembro de 1910  | Antônio Vaz de Carvalho Júnior               |
| 19 de dezembro de 1910  | 8 de janeiro de 1912    | Antônio Cavalcanti de Albuquerque            |
| 8 de janeiro de 1912    | 23 de dezembro de 1912  | Carlos Guinle                                |
| 23 de dezembro de 1912  | 29 de julho de 1913     | Guilherme Guinle                             |
| 11 de setembro de 1913  | 26 de dezembro de 1913  | Félix Ignácio Frias                          |
| 26 de dezembro de 1913  | 16 de abril de 1914     | Carlos Guinle                                |
| 16 de abril de 1914     | 18 de abril de 1916     | Joaquim da Cunha Freire Sobrinho             |
| 18 de abril de 1916     | 30 de abril de 1931     | Arnaldo Guinle                               |
| 30 de abril de 1931     | 7 de fevereiro de 1936  | Oscar da Costa                               |
| 30 de abril de 1936     | 29 de abril de 1940     | Alaor Prata Soares                           |
| 29 de abril de 1940     | 5 de maio de 1941       | Mário Pollo                                  |
| 5 de maio de 1941       | 26 de agosto de 1943    | Marcos Cláudio Philippe Carneiro de Mendonça |
| 6 de dezembro de 1943   | 4 de fevereiro de 1946  | Arnaldo Guinle                               |
| 4 de fevereiro de 1946  | 14 de novembro de 1949  | Manuel de Moraes Barros Netto                |
| 14 de janeiro de 1949   | 12 de janeiro de 1953   | Fábio Carneiro de Mendonça                   |
| 12 de janeiro de 1953   | 31 de janeiro de 1955   | Antônio Leite                                |
| 31 de janeiro de 1955   | 21 de janeiro de 1957   | Jorge Amaro de Freitas                       |
| 21 de janeiro de 1957   | 17 de janeiro de 1963   | Jorge Frias de Paula                         |
| 17 de janeiro de 1963   | 19 de janeiro de 1966   | Nélson Vaz Moreira                           |
| 19 de janeiro de 1966   | 28 de fevereiro de 1969 | Luís Phelippe Saldanha da Gama Murgel        |
| 28 de fevereiro de 1969 | 23 de março de 1972     | Francisco Leitão Cardoso Laport              |
| 23 de março de 1972     | 30 de janeiro de 1975   | Jorge Frias de Paula                         |
| 30 de janeiro de 1975   | 31 de janeiro de 1978   | Francisco Luiz Cavalcanti da Cunha Horta     |
| 31 de janeiro de 1978   | 30 de janeiro de 1981   | Sílvio da Silva Vasconcelos                  |
| 30 de janeiro de 1981   | 26 de janeiro de 1984   | Sylvio Kelly dos Santos                      |
| 26 de janeiro de 1984   | 22 de janeiro de 1987   | Manoel Schwartz                              |
| 22 de janeiro de 1987   | 12 de fevereiro de 1990 | Fábio José Egypto da Silva                   |
| 12 de fevereiro de 1990 | 1 de fevereiro de 1993  | Ângelo Luís Ferreira Chaves                  |
| 1 de fevereiro de 1993  | 2 de janeiro de 1996    | Arnaldo Santhiago Lopes                      |
| 2 de janeiro de 1996    | 14 de novembro de 1996  | José Gil Carneiro de Mendonça                |
| 10 de dezembro de 1996  | 4 de agosto de 1998     | Álvaro Ferdinando Duarte Barcelos            |
| 20 de agosto de 1998    | 7 de janeiro de 1999    | Manoel Schwartz                              |
| 7 de janeiro de 1999    | 15 de dezembro de 2004  | David Fischel                                |
| 15 de dezembro de 2004  | 20 de dezembro de 2010  | Roberto Horcades Figueira                    |
| 20 de dezembro de 2010  | 21 de dezembro de 2016  | Peter Eduardo Siemsen                        |
| 21 de dezembro de 2016  | 8 de junho de 2019      | Pedro Eduardo Silva Abad                     |
| 10 de junho de 2019     | Atualmente              | Mário Henrique Bittencourt                   |

## Presidentes honorários
- S.A.R. Eduardo VIII, O Príncipe de Gales
- Getúlio Vargas
- João Havelange
- João Figueiredo
- Barbosa Lima Sobrinho